# Molagavita
Molagavita – miasto w Kolumbii, w departamencie Santander.